# The Prince and Me
The Prince and Me, of The Prince & Me, is een
Amerikaanse film uit 2004. In 2006 volgde
de sequel: The Prince and Me 2: The Royal Wedding die
meteen op dvd uitkwam. In 2008 kwam deel 3, The Prince & Me: A Royal Honeymoon, uit en in 2010 kwam deel 4 uit: The Prince and Me 4: The Elephant Adventure.

## Verhaal
Kroonprins Edvard van Denemarken vertrekt incognito en met
zijn assistent Soren naar de Verenigde Staten om te bezinnen.
Onder de schuilnaam Eddie gaat hij er les volgen aan de
University of Wisconsin-Madison. In het studentencafé ontmoet hij
studente Paige Morgan die daar werkt, maar die ontmoeting loopt
niet goed af. Later worden beiden aangewezen als partners in de les
chemie, zeer tegen de zin van Paige die al precies weet waar ze
met haar leven naartoe wil en Eddie in de weg ziet staan. Toch nodigt
ze hem als vriend uit om de feestdagen bij haar en haar familie door
te brengen en daar ontluikt toch een relatie.
Terug in de universiteit worden ze in een hoekje in de bibliotheek
betrapt door een Deense paparazzo terwijl ze aanstalten maken om
de liefde te bedrijven. Zo wordt Eddie's werkelijke identiteit onthuld
en een boze Paige verbreekt de relatie. Prins Edvard verneemt intussen
dat zijn vader, de koning, ziek is en keert terug naar Denemarken.
Aldaar krijgt hij te horen dat de kroon op hem zal worden overgedragen.
Paige komt er intussen achter dat ze echt van Edvard houdt en reist de
prins achterna. Daar doet Edvard een huwelijksaanzoek dat ze
accepteert. Ze wordt door de huidige koningin ingewijd in haar rol als
toekomstige koningin. Ze ziet in dat haar nieuwe leven zeer formeel is
en dat ze al haar vroegere levensplannen zal moeten opgeven, begint te
twijfelen en verbreekt de verloving. Ze keert terug naar huis en
vervolgt haar dokterstudie.
Bij haar afstuderen is plots - de nu - koning Edvard aanwezig. Hij
hernieuwt zijn aanzoek en zegt dat hij op haar zal wachten tot ze al
wat ze nog wil doen gedaan heeft. De film eindigt ten slotte met een
kus.

## Rolbezetting
| Acteur              | Rol                              |
| ------------------- | -------------------------------- |
| Julia Stiles        | studente Paige Morgan            |
| Luke Mably          | prins Edvard, Eddie              |
| Ben Miller          | prins' assistent Soren           |
| Miranda Richardson  | koningin Rosalind van Denemarken |
| James Fox           | koning Haraald van Denemarken    |
| Alberta Watson      | Amy Morgan                       |
| John Bourgeois      | Ben Morgan                       |
| Zachary Knighton    | John Morgan                      |
| Stephen O'Reilly    | Mike Morgan                      |
| Elisabeth Waterston | Beth Curtis                      |
| Eliza Bennett       | prinses Arabella van Denemarken  |
| Devin Ratray        | Scotty                           |
| Clare Preuss        | Stacey                           |
| Yaani King          | Amanda                           |
| Eddie Irvine        | Zichzelf                         |
| Angelo Tsarouchas   | Stu                              |
| Jacques Tourangeau  | Professor Amiel                  |
| Joanne Baron        | Margueritte - Royal Designer     |
| Stephen Singer      | Professor Begler                 |
| Sarah Manninen      | Krista                           |
| Tony Munch          | Keith Kopetsky                   |
| John Nelles         | Race Announcer                   |
| Claus Bue           | Lutheran Archbishop              |

## Kritieken
- Weinig gegeven informatie over het Deense koningshuis berust op feiten.
- Plaatsen als Amalienborg (het koninklijk paleis) en het Folketing (het parlement) zijn in werkelijkheid andere gebouwen dan in de film.
- Denemarken had - in tegenstelling tot wat in de film wordt gezegd - geen parlement in de 13e eeuw. Wat wel klopt is dat Denemarken een reeds zeer lange opvolging van monarchen heeft.
- Denemarken wordt al sinds 1972 geregeerd door een koningin, Margrethe II van Denemarken, en niet door een koning zoals in de film.
- In het Deense koningshuis en parlement wordt Deens gesproken en geen Engels zoals in de film. Dit punt komt wel vaak voor in Amerikaanse films.
- De Deense kroonprinsen heetten traditioneel al sinds de 15e eeuw afwisselend Frederik en Christian.
- De Deense monarch heeft niet de politieke macht die in de film wordt gesuggereerd. Denemarken is een constitutionele monarchie en de rol van het koningshuis is vooral ceremonieel. Wel benoemt de monarch de premier en het kabinet en bekrachtigt hij of zij de wetten.

## Trivia
- Toevallig verscheen de film in hetzelfde jaar dat kroonprins Frederik van Denemarken huwde met de Australische burger Mary Donaldson.
- Ook Mary Donaldson wist niet dat Frederik van koninklijken bloede was toen ze hem ontmoette tijdens de Olympische Spelen van Sydney in 2000.
- De gefilmde universiteit is in werkelijkheid die van Toronto.
- De caféscenes werden opgenomen aan de York University waar het café The Underground heet.